# کاتاژینا خشانوفسکا
کاتاژینا خشانوفسکا (لهستانی: Katarzyna Chrzanowska؛ زادهٔ ۱۱ اکتبر ۱۹۶۳) بازیگر اهل لهستان است. وی دانش‌آموختهٔ آکادمی ملی هنرهای نمایشی الکساندر زلوروویچ در ورشو است.
از فیلم‌ها یا برنامه‌های تلویزیونی که وی در آن نقش داشته‌است، می‌توان به نامه به بابا نوئل ۲، پیمان، قانون حقیقی، عشق اول، پدر متیو، خانه کشیش، کارآگاهان جنایی و در خوشی و سختی اشاره کرد.